# Chien d'eau

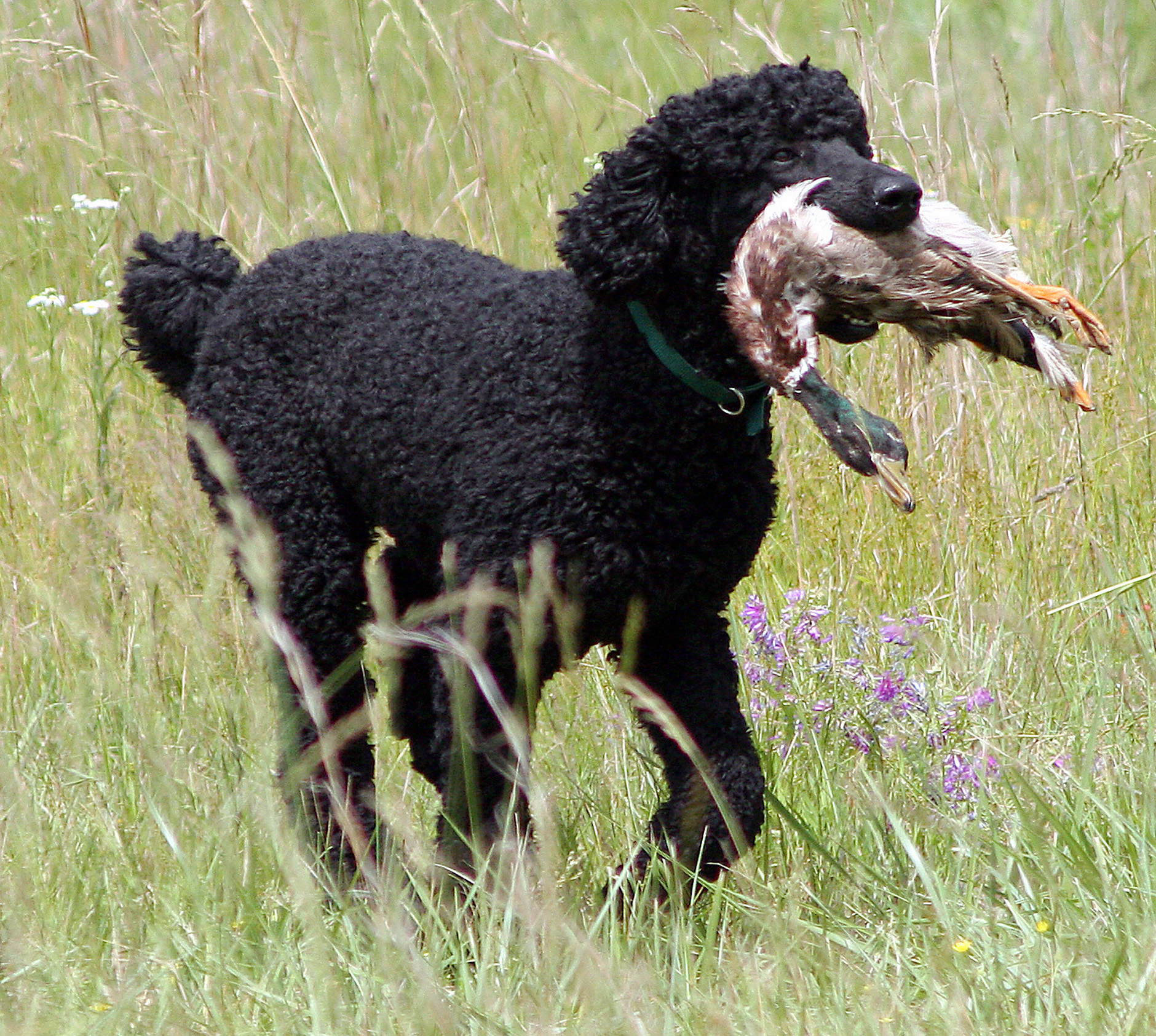
Un caniche rapporte un Canard colvert.

Un chien d'eau est un chien de chasse élevé souvent par le chasseur à la sauvagine (en) pour chasser et récupérer le gibier aquatique.
On distingue parmi les races de chien d'eau, le chien d'eau portugais, américain, romagnol, espagnol, frison, le barbet et l’épagneul d’eau irlandais.